# Spillebulen i Alaska
Spillebulen i Alaska er en amerikansk stumfilm fra 1918 af Ernest C. Warde.

## Medvirkende
- J. Warren Kerrigan - Hillaire Latour
- Lois Wilson - Rosalie Dufresne
- Walter Perry
- Claire Du Brey - Louise